# Dysallacta negatalis
Dysallacta negatalis là một loài bướm đêm trong họ Crambidae.

## Hình ảnh

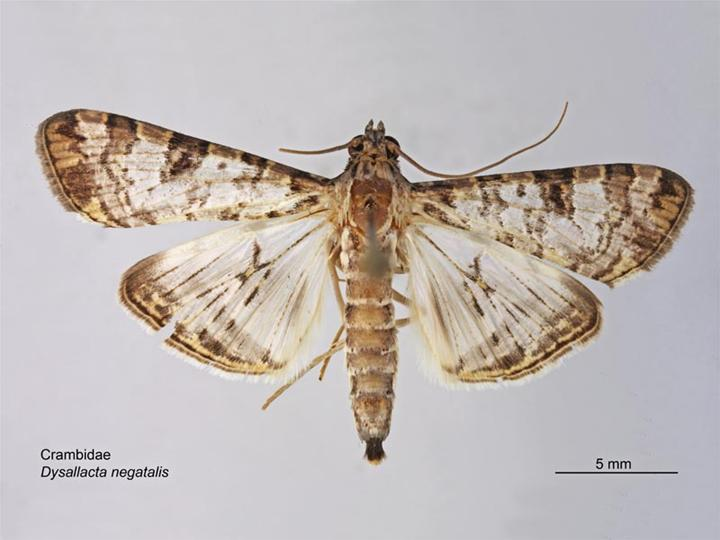